# Harald Christian Strand Nilsen
Harald Christian Strand Nilsen (Gjøvik, 7 mei 1971) is een Noorse voormalig alpineskiër. Hij nam tweemaal deel aan de Olympische Spelen en behaalde hierbij één bronzen medaille.

## Carrière
Strand Nilsen maakte zijn wereldbekerdebuut op 26 februari 1991 in het Noorse Oppdal. Tijdens de Wereldbeker alpineskiën 1993/1994 behaalde Strand Nilsen zijn eerste podiumplaats met een derde plaats op de combinatie in Chamonix. Hij won geen enkele wereldbekerwedstrijd.
In 1994 nam Strand Nilsen deel aan de Olympische Winterspelen in zijn thuisland Lillehammer. Hij behaalde brons op de combinatie, achter zijn landgenoten Lasse Kjus en Kjetil André Aamodt. Deze medaille was meteen ook het hoogtepunt van zijn loopbaan.

## Resultaten

### Wereldkampioenschappen
| Jaar | Plaats                 | Resultaten                                 |
| ---- | ---------------------- | ------------------------------------------ |
| 1996 | Sierra Nevada          | 9e Combinatie 10e Reuzenslalom 37e Super G |
| 1997 | Sestriere              | 7e Combinatie DNF1 Reuzenslalom            |
| 1999 | Vail-Beaver Creek      | 16e Reuzenslalom                           |
| 2001 | Sankt Anton am Arlberg | DSQ1 Slalom                                |

### Olympische Spelen
| Jaar | Plaats      | Resultaten        |
| ---- | ----------- | ----------------- |
| 1994 | Lillehammer | Combinatie        |
| 1998 | Nagano      | DNF1 Reuzenslalom |

### Wereldbeker
Eindklasseringen
| Seizoen   | Algm | AD  | SL  | RS    | SG  | SC     |
| --------- | ---- | --- | --- | ----- | --- | ------ |
| 1990/1991 | 86e  | -   | 33e | -     | -   | -      |
| 1991/1992 | 70e  | -   | 37e | -     | 59e | 19e    |
| 1992/1993 | 97e  | 62e | 51e | -     | 39e | -      |
| 1993/1994 | 47e  | 62e | -   | 36e   | 36e | Brons  |
| 1994/1995 | 13e  | -   | 31e | Brons | 36e | Zilver |
| 1995/1996 | 36e  | -   | 37e | 16e   | 41e | 12e    |
| 1996/1997 | 64e  | -   | 51e | 23e   | -   | -      |
| 1997/1998 | 77e  | -   | 55e | 27e   | -   | -      |
| 1998/1999 | 55e  | -   | 27e | 26e   | -   | -      |
| 1999/2000 | 52e  | -   | 25e | 28e   | -   | -      |
| 2000/2001 | 45e  | -   | 14e | -     | -   | -      |
| 2001/2002 | 67e  | -   | 21e | -     | -   | -      |
| 2002/2003 | 69e  | -   | 27e | -     | 11e | -      |